# Stenandrium bracteosum
Stenandrium bracteosum är en akantusväxtart som först beskrevs av Nathaniel Lord Britton och Millsp., och fick sitt nu gällande namn av Nathaniel Lord Britton och Emery Clarence Leonard. Stenandrium bracteosum ingår i släktet Stenandrium och familjen akantusväxter. Inga underarter finns listade i Catalogue of Life.